# Eustaquio de Escandón
 (décembre 2022).
La mise en forme du texte ne suit pas les recommandations de Wikipédia : il faut le « wikifier ».
Les points d'amélioration suivants sont les cas les plus fréquents. Le détail des points à revoir est peut-être précisé sur la page de discussion.
- Les titres sont pré-formatés par le logiciel. Ils ne sont ni en capitales, ni en gras.
- Le texte ne doit pas être écrit en capitales (les noms de famille non plus), ni en gras, ni en italique, ni en « petit »…
- Le gras n'est utilisé que pour surligner le titre de l'article dans l'introduction, une seule fois.
- L'italique est rarement utilisé : mots en langue étrangère, titres d'œuvres, noms de bateaux, etc.
- Les citations ne sont pas en italique mais en corps de texte normal. Elles sont entourées par des guillemets français : « et ».
- Les listes à puces sont à éviter, des paragraphes rédigés étant largement préférés. Les tableaux sont à réserver à la présentation de données structurées (résultats, etc.).
- Les appels de note de bas de page (petits chiffres en exposant, introduits par l'outil «  Source ») sont à placer entre la fin de phrase et le point final[comme ça].
- Les liens internes (vers d'autres articles de Wikipédia) sont à choisir avec parcimonie. Créez des liens vers des articles approfondissant le sujet. Les termes génériques sans rapport avec le sujet sont à éviter, ainsi que les répétitions de liens vers un même terme.
- Les liens externes sont à placer uniquement dans une section « Liens externes », à la fin de l'article. Ces liens sont à choisir avec parcimonie suivant les règles définies. Si un lien sert de source à l'article, son insertion dans le texte est à faire par les notes de bas de page.
- La présentation des références doit suivre les conventions bibliographiques. Il est recommandé d'utiliser les modèles {{Ouvrage}}, {{Chapitre}}, {{Article}}, {{Lien web}} et/ou {{Bibliographie}}. Le mode d'édition visuel peut mettre en forme automatiquement les références.
- Insérer une infobox (cadre d'informations à droite) n'est pas obligatoire pour parachever la mise en page.

Pour une aide détaillée, merci de consulter Aide:Wikification.
Si vous pensez que ces points ont été résolus, vous pouvez retirer ce bandeau et améliorer la mise en forme d'un autre article.
José Eustaquio Luis Francisco Escandón y Barrón (25 janvier 1862 – 22 décembre 1933) était un joueur de polo mexicain aux Jeux olympiques d'été de 1900 avec l'équipe qui a remporté la médaille de bronze,.
Eustaquio de Escandón est né à Paris, France, au sein d'une riche famille ayant fait fortune  dans l'industrie de la laine. Il avait quatre sœurs et trois frères, deux des frères étaient Manuel et Pablo, qui serait en compétition avec lui à l'été 1900 Olympiques .
En 1900, il fait partie de l'équipe mexicaine de polo qui remporte la médaille de bronze. Il a joué avec ses deux frères et Guillermo Hayden Wright.
Le tournoi de polo de cette année-là avait cinq équipes en compétition, la plupart de nationalités mixtes, il s'agissait du Bagatelle Polo Club de Paris, du BLO Polo Club Rugby, du Compiégne Polo Club, des éventuels vainqueurs Foxhunters Hurlingham et de l'équipe mexicaine (la seule sans nom d'équipe) .
Bien qu'ils aient perdu leur seul match contre le BLO Polo Club Rugby, ils étaient à égalité avec le Bagatelle Polo Club de Paris, et comme les règles ne stipulaient pas de troisième place, ils ont tous deux obtenu la troisième place, cependant, leur la médaille de bronze n'a été reconnue que plus tard, car à l'époque, les gagnants recevaient une médaille d'argent au lieu de l'or réel et c'était la deuxième place celle qui recevait le bronze, mais lorsque les règles actuelles ont été établies, les résultats précédents ont été mis à jour et les médailles ont été officiellement récompensés.  Archived  
Escandón s'est marié deux fois pour la première fois en 1884 à Paris, et après la mort de sa femme en 1910, il s'est remarié en 1911 à Londres .